# Баффало (Вайоминг)
Баффало (англ. Buffalo, Wyoming) — город, расположенный в округе Джонсон (штат Вайоминг, США) с населением в 4415 человек по статистическим данным переписи 2020 года. Административный центр округа Джонсон.

## Демография
По данным переписи населения 2000 года в Баффало проживало 3900 человек, 1042 семьи, насчитывалось 1718 домашних хозяйств и 1842 жилых дома. Средняя плотность населения составляла около 427 человек на один квадратный километр. Расовый состав Баффало по данным переписи распределился следующим образом: 96,46 % белых, 0,10 % — чёрных или афроамериканцев, 0,82 % — коренных американцев, 0,05 % — азиатов, 2,03 % — представителей смешанных рас, 0,54 % — других народностей. Испаноговорящие составили 1,82 % от всех жителей города.
Из 1718 домашних хозяйств в 26,1 % — воспитывали детей в возрасте до 18 лет, 48,8 % представляли собой совместно проживающие супружеские пары, в 8,4 % семей женщины проживали без мужей, 39,3 % не имели семей. 35,3 % от общего числа семей на момент переписи жили самостоятельно, при этом 16,1 % составили одинокие пожилые люди в возрасте 65 лет и старше. Средний размер домашнего хозяйства составил 2,21 человек, а средний размер семьи — 2,88 человек.
Население города по возрастному диапазону по данным переписи 2000 года распределилось следующим образом: 23,1 % — жители младше 18 лет, 5,6 % — между 18 и 24 годами, 22,6 % — от 25 до 44 лет, 27,1 % — от 45 до 64 лет и 21,5 % — в возрасте 65 лет и старше. Средний возраст жителей составил 44 года. На каждые 100 женщин в Баффало приходилось 93,5 мужчин, при этом на каждые сто женщин 18 лет и старше приходилось 89,4 мужчин также старше 18 лет.
Средний доход на одно домашнее хозяйство в городе составил 29 392 доллара США, а средний доход на одну семью — 40 683 доллара. При этом мужчины имели средний доход в 28 716 долларов США в год против 19 688 долларов среднегодового дохода у женщин. Доход на душу населения в городе составил 19 054 доллара в год. 6,7 % от всего числа семей в округе и 10,4 % от всей численности населения находилось на момент переписи населения за чертой бедности, при этом 7,0 % из них были моложе 18 лет и 12,4 % — в возрасте 65 лет и старше.

## География
По данным Бюро переписи населения США город Баффало имеет общую площадь в 9,06 квадратных километров, водных ресурсов в черте населённого пункта не имеется.
Город Баффало расположен на высоте 1416 метров над уровнем моря. Климат пустынный, полузасушливый (префикс «BSk» по Классификации климатов Кёппена).
| Показатель              | Янв.  | Фев.  | Март | Апр. | Май  | Июнь | Июль | Авг. | Сен. | Окт. | Нояб. | Дек.  | Год   |
| ----------------------- | ----- | ----- | ---- | ---- | ---- | ---- | ---- | ---- | ---- | ---- | ----- | ----- | ----- |
| Средний максимум, °C    | 0,6   | 3,3   | 8,3  | 13,3 | 18,3 | 24,4 | 28,9 | 28,3 | 22,2 | 15,6 | 6,1   | 1,7   | 14,4  |
| Средняя температура, °C | −6,7  | −3,3  | 1,7  | 6,7  | 11,7 | 17,2 | 21,1 | 19,4 | 14,4 | 7,8  | −0,6  | −5,6  | 7,2   |
| Средний минимум, °C     | −13,9 | −10,6 | −5,6 | 0    | 5    | 10   | 13,3 | 12,8 | 6,1  | 0    | −7,2  | −12,2 | 0     |
| Норма осадков, мм       | 11,4  | 9,9   | 18,5 | 40,6 | 62   | 54,1 | 37,6 | 22,6 | 34,8 | 26,4 | 12,4  | 12,2  | 342,6 |